# Тимофеев, Вячеслав Викторович
Тимофеев Вячеслав Викторович (28 декабря 1968, г. Сумы, Украинская ССР, СССР) — украинский боксёр, кикбоксер, заслуженный мастер спорта Украины, чемпион СССР по кикбоксингу, чемпион Мира и Европы по кикбоксингу среди любителей и профессионалов, вице-президент Федерации кикбоксинга Украины, вице-президент Ассоциации профессиональных видов единоборств Украины.

## Образование
- 1985 год — окончил Сумское профессионально-техническое училище № 6.
- 1988 год — окончил с отличием военное вертолетное училище.
- 1992 год — окончил Сумской политехнический институт.

## Спортивная карьера
Активно заниматься спортом начал с 6 класса. Сначала занимался борьбой. В 13 лет стал чемпионом Сумской области по дзюдо. Однако дзюдо пришлось оставить из-за призыва тренера в ряды Вооруженных сил. Перешел на бокс, где первым тренером стал Чичикалов Виктор Яковлевич. Во время обучения в профтехучилище, куда поступил по рекомендации тренера, начались первые серьезные успехи в боксе. С 1984 года стал членом сборной Украины сначала в весовой категории до 63 кг, а затем — в категории до 67 кг. В сборной Украины по боксу тренировался под руководством Михаила Завяловав месте с известными боксерами Гиричем, Гуревичем, Мишиным, Зауличным.
В 90-х годах на Украине начинает набирать популярность новый не только для нашей страны, но и для стран бывшего Советского Союза вид спорта — кикбоксинг, который притягивает в свои ряды молодежь, особенно боксеров. После знакомства с Владимиром Руденко Вячеслав Тимофеев начинает заниматься кикбоксингом. А уже в 1991 году его приглашают принять участие в отборе к чемпионату СССР, который проходил в Харькове. Тимофеев побеждает в отборочном турнире, а в самом чемпионате СССР, который проходил в Чебоксарах, все поединки в рамках первенства выиграл досрочно (нокаутом) и стал чемпионом СССР. Тренировался вместе с Виталием Кличко, Алексеем Нечаевым, Виктором Дорошенко и Виктором Аксютин.
Вячеслав Тимофеев принимает активное участие в международных встречах и турнирах международного уровня. Стал чемпионом Украины, а в дальнейшем и СНГ по кикбоксингу. В 1993 году в Дании стал вице-чемпионом мира. В 1994 году в Финляндии стал чемпионом Европы. В 1996 году в Праге завоевал титул чемпиона мира (все бои закончил досрочно).
На чемпионате мира в Чехии, а также на нескольких престижных мировых турнирах был признан самым техничным спортсменом первенства.
Спортивную карьеру пришлось завершить после тяжелой травмы руки. Вовремя операции из-за ошибки анестезиолога произошла остановка сердца, Вячеслав остался жив, но из спорта высших достижений пришлись уйти.

## Достижения
- 1991 — чемпион СССР по кикбоксингу.
- 1993 — дважды вице-чемпион мира по кикбоксингу.
- 1994 — чемпион Европы по кикбоксингу.
- 1996 — чемпион мира по кикбоксингу.

## Тренерская деятельность
После завершения спортивной карьеры Вячеслав занялся тренерской деятельностью.
Среди его воспитанников — три чемпиона мира по кикбоксингу: Александр Денисенко (двукратныйчемпион мира по кикбоксингу), Юрий Бондаренко и Руслан Гетманский (вице-чемпион мира по кикбоксингу). Семеро воспитанников Тимофеева входили в сборнуюУкраины по кикбоксингу и стали чемпионами СНГ.

## Общественная деятельность
В 2002 году Вячеслав Тимофеев переезжает из Сум в Киев и по приглашению Президента Ассоциации профессиональных видов единоборств Украины Андрея Чистова, становится вице-президентом Ассоциации. Вице-президент Федерации кикбоксинга Украины. Активно помогает украинскому спорту, устраивает представительные соревнования по различным видам единоборств, проводит много благотворительных акций.

## Личная жизнь
Семейное положение: женат.
Жена — Дарья. Имеет четыре сына: Дмитрия, Ивана, Даниила, Михаила